# Playazo de Rodalquilar
El Playazo de Rodalquilar se encuentra en el municipio de Níjar, provincia de Almería, comunidad autónoma de Andalucía, España, cerca de la población de Rodalquilar.
Está ubicado dentro del parque natural del Cabo de Gata-Níjar.
Playa catalogada como Zona B3 en el PORN de 2008.

## Batería de San Ramón

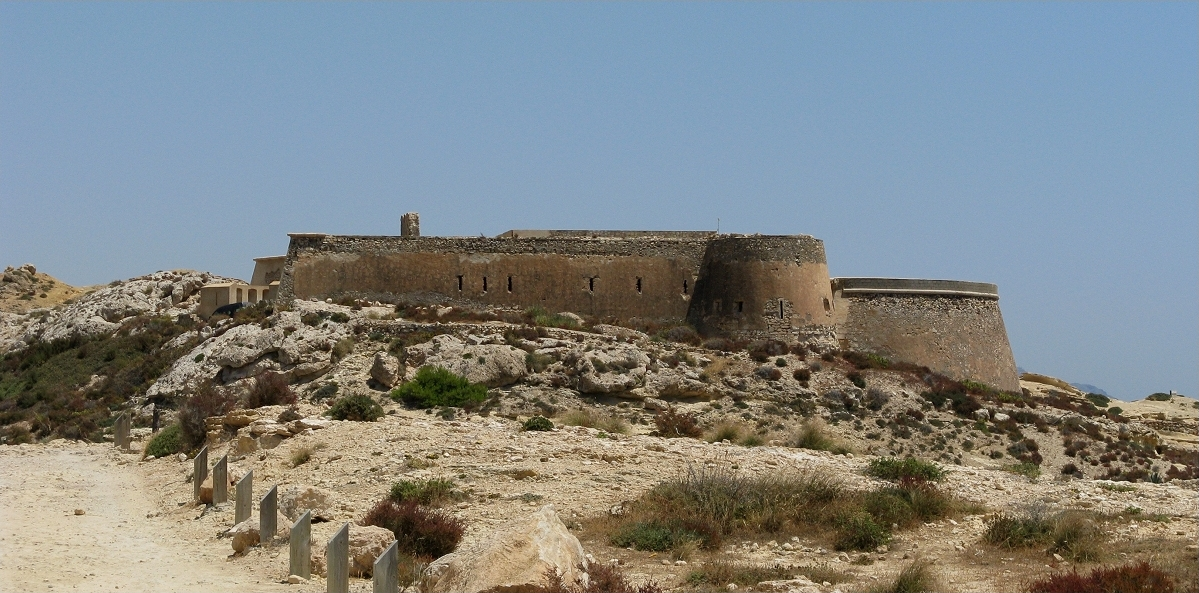
Batería de San Ramón.

La Batería de San Ramón, fortaleza de estilo renacentista para cuatro cañones construida en 1764, se encuentra en el extremo norte de la playa. Vigila el litoral comprendido entre el Cerrico Romero y la Cala de San Pedro. Es una de las 9 fortalezas que ordenó construir Carlos III desde Almería hasta Málaga para evitar el ataque de piratas berberiscos. 
Fue maltrecha durante la guerra de la Independencia, fue ocupada por los cuerpos de policía para la vigilancia de la costa, hasta que en 1875 fue enajenada por el Estado, adquiriéndola un particular por 1500 pesetas. Actualmente el castillo está habilitado como residencia privada. Fue declarado Bien de Interés Cultural en el año 2000.
A finales de febrero de 2018 la fortaleza se puso a la venta en Internet por tres millones de euros.

## Torre de los Alumbres
En el camino al Playazo se encuentra la Torre de los Alumbres, construida en estilo renacentista en 1510, para la defensa del valle de Rodalquilar, objeto de numerosas incursiones de piratas berberiscos. Su nombre proviene de los alumbres, sulfatos de aluminio y potasio que eran extraÍdos en Rodalquilar y empleados en tintorería. En 1520 el castillo fue insuficiente para contener el ataque de los piratas; la población fue destruida y sus habitantes capturados como esclavos. Consta de una torre de 14 metros de altura con seis estancias abovedadas en tres niveles y muralla exterior. Actualmente se encuentra en estado de ruina.